# یانگشی
یانگشی (به لاتین: Yangxi County) یک شهرستان در جمهوری خلق چین است که در یانگژیانگ واقع شده‌است.